# 2007년 6월
| 2007년: 1월 · 2월 · 3월 · 4월 · 5월 · 6월 · 7월 · 8월 · 9월 · 10월 · 11월 · 12월 |

| <          | 2007년 6월 | 2007년 6월 | 2007년 6월 | 2007년 6월 | 2007년 6월  | >          |
| 일         | 월         | 화         | 수         | 목         | 금          | 토         |
|            |            |            |            |            | 1 4.16 병인 | 2 17 정묘  |
| 3 18 무진  | 4 19 기사  | 5 20 경오  | 6 21 신미  | 7 22 임신  | 8 23 계유   | 9 24 갑술  |
| 10 25 을해 | 11 26 병자 | 12 27 정축 | 13 28 무인 | 14 29 기묘 | 15 5.1 경진 | 16 2 신사  |
| 17 3 임오  | 18 4 계미  | 19 5 갑신  | 20 6 을유  | 21 7 병술  | 22 8 정해   | 23 9 무자  |
| 24 10 기축 | 25 11 경인 | 26 12 신묘 | 27 13 임진 | 28 14 계사 | 29 15 갑오  | 30 16 을미 |

| - 6월 2일 - 황쥐 - 6월 8일 - 리처드 로티 - 6월 14일 - 쿠르트 발트하임 편집하기 |

## 2007년6월 28일
- 헌법재판소는 재외 국민에게 선거권이 없다는 내용의 공직선거법에 대해 헌법 불합치 결정을 내렸다.

## 2007년6월 25일
- 캄보디아에서 한국인 13명을 태우고 가던 전세기가 추락하여 탑승자 16명과 승무원 6명이 전원 실종되었다. 캄보디아 총리는 27일 탑승자가 전부 사망했다고 밝혔다.

## 2007년6월 8일
- 노무현 대통령은 전날 나온 선관위의 선거법 위반을 정면 비판했다.

## 2007년6월 7일
- 중앙선거관리위원회는 노무현 대통령이 한나라당 대선주자들을 비판한 것에 대해 선거중립 위반이라고 결정했다.
- 박세리 선수가 미국 LPGA에서 명예의 전당에 이름을 올렸다.

## 2007년6월 6일
- 대한민국 올림픽 축구대표팀이 아랍에미리트와의 경기에서 3-1로 이겼다. 이와는 별개로, 세계 여러 나라간의 성인 남성 축구 국가대표팀 A매치가 열렸다.

## 2007년6월 5일
- 산림청은 식목일의 날짜와 명칭을 바꾸는 작업에 착수했다고 밝혔다.

## 2007년6월 3일
- 오전 5시 34분(현지시각) 중화인민공화국 윈난성 푸얼시에서 진도 6.4의 강진이 발생, 2명이 사망하고 70여명이 다쳤다.

## 2007년6월 2일
- 대한민국 축구 국가대표팀이 네덜란드와의 평가전에서 0-2로 패했다. 이 외에도 전 세계 많은 국가가 A매치를 가졌다.
- 노무현 대통령이 참여정부평가포럼 초청 특강에서 일부 대선주자의 정책에 대해 비판을 하였고, 이에 대하여 야당은 선거중립 위반이라고 주장했다.